# Claude Hubaux
Claude  Hubaux (Marcinelle, 31 janvier 1920 - Charleroi, 2 septembre 1979) est un commerçant, militant wallon et homme politique belge, membre du Parti libéral (Parti de la liberté et du progrès ou PLP).

## Biographie
Claude Nestor Louis Hubaux, né à Marcinelle le 31 janvier 1920, est le fils de Nestor Hubaux, négociant et conseiller communal de Marcinelle, et de Germaine Debaisieux. Il perd sa mère à seulement deux ans en septembre 1922.
Il suit les traces de son père en politique. En 1937, il est nommé trésorier et secrétaire de la jeune garde libérale de Marcinelle. Après la Deuxième Guerre mondiale, il en devient président.
Comme commerçant, il est engagé dans les mouvements de classe moyenne. En 1961, il participe à la fondation du PLP comme secrétaire national adjoint de son parti. Il est désigné comme député suppléant en 1958
À la suite des élections communales de 1964,, il est élu et nommé premier échevin de Charleroi chargé des Beaux-Arts. Il occupe ce mandat jusqu'à sa nomination au poste de bourgmestre de Charleroi en 1966. Son parti forme alors une coalition avec le Parti Social Chrétien pour obtenir la majorité au Conseil communal de Charleroi. 
À la suite du décès du bourgmestre Octave Pinkers, il est nommé bourgmestre en juin 1966 et restera à ce poste jusqu'en 1976, année à partir de laquelle devient effective la fusion des communes qui forment la métropole de Charleroi.
Il est élu député de l'arrondissement de Charleroi à la Chambre des représentants en mai 1965. Il occupe ce mandat jusqu'en 1977.
En 1974, il devient secrétaire d'État à l'Économie régionale et à l'Aménagement du territoire.
Il était également vice-président de l'Opéra royal de Wallonie et de l'Orchestre de chambre de Wallonie